# Twierdzenie Cauchy’ego-Hadamarda
Twierdzenie Cauchy’ego-Hadamarda mówi o sposobie obliczania promienia zbieżności szeregu potęgowego.

## Twierdzenie
Mamy szereg potęgowy {\displaystyle \sum _{n=1}^{\infty }a_{n}(x-x_{0})^{n},} który jest zbieżny na przedziale {\displaystyle (x_{0}-R,x_{0}+R).} Liczbę {\displaystyle R} nazywamy promieniem zbieżności i obliczamy według wzoru:
{\displaystyle R={\begin{cases}\infty ,&\lambda =0\\0,&\lambda =\infty \\{\frac {1}{\lambda }},&0<\lambda <\infty \end{cases}},}
gdzie {\displaystyle \lambda =\limsup _{n\to \infty }{\sqrt[{n}]{|a_{n}|}}.}

## Dowód
Niech {\displaystyle x\in \mathbb {R} } oraz {\displaystyle d_{x}:=\limsup _{n\to \infty }{\sqrt[{n}]{|a_{n}(x-x_{0})^{n}|}}=\lambda |x-x_{0}|.}
Z kryterium Cauchy’ego mamy:
1. jeżeli {\displaystyle d_{x}<1} to szereg {\displaystyle \sum a_{n}(x-x_{0})^{n}} jest zbieżny bezwzględnie, czyli {\displaystyle x\in P,}
2. jeżeli {\displaystyle d_{x}>1} to szereg {\displaystyle \sum a_{n}(x-x_{0})^{n}} jest rozbieżny, czyli {\displaystyle x\notin P.}

Zauważamy, że {\displaystyle d_{x}<1\Leftrightarrow |x-x_{0}|<{\frac {1}{\lambda }}} (o ile wolno dzielić przez {\displaystyle \lambda }).
Jeżeli:
1. {\displaystyle \lambda =0\Rightarrow \forall _{x\in \mathbb {R} }} {\displaystyle d_{x}=0,} czyli {\displaystyle d_{x}<1,x\in P,x\in \mathbb {R} ,} stąd {\displaystyle P=\mathbb {R} ,}
2. {\displaystyle \lambda =\infty \Rightarrow } dla {\displaystyle x\neq x_{0}} {\displaystyle d_{x}=\infty ,} czyli {\displaystyle d_{x}>1,} stąd {\displaystyle P=\{x_{0}\},R=0}
3. {\displaystyle 0<\lambda <\infty } wówczas {\displaystyle d_{x}<1\Leftrightarrow |x-x_{0}|<{\frac {1}{\lambda }}.} Zatem jeżeli {\displaystyle |x-x_{0}|<{\frac {1}{\lambda }}\Rightarrow x\in P} oraz {\displaystyle |x-x_{0}|\leqslant R\Rightarrow {\frac {1}{\lambda }}\leqslant R.} Zakładamy teraz, że {\displaystyle {\frac {1}{\lambda }}<R.} Z definicji kresu górnego {\displaystyle \exists _{x_{1}\in P}|x_{1}-x_{0}|>{\frac {1}{\lambda }}.} Wtedy jednak {\displaystyle d_{x}>1,} co oznacza, że szereg {\displaystyle \sum a_{n}(x_{1}-x_{0})^{n}} jest rozbieżny, a to jest sprzeczne z założeniem, iż {\displaystyle x_{1}\in P.} Tak więc {\displaystyle R={\frac {1}{\lambda }}.}